# Starbulls Rosenheim
Starbulls Rosenheim – niemiecki klub hokejowy z siedzibą w Rosenheim.

## Dotychczasowe nazwy klubu
- EV Rosenheim (do 1978)
- Sportbund DJK Rosenheim (1979-1993)
- Star Bulls Rosenheim GmbH (1994-2000)
- Starbulls Rosenheim e.V. (od 2000)

## Sukcesy
- Złoty medal mistrzostw Niemiec (3 razy): 1982, 1985, 1989